# イオン高橋店
イオン高橋店（イオンたかはしてん）は、愛知県豊田市東山町1丁目5-1にあるショッピングセンター。
正式名称は高橋共同ショッピングセンター。イオンリテール株式会社が運営を行っている。地元ではジャスコ時代の名残で「高ジャ」（高橋のジャスコの意）と呼ばれることがある。